# Tele 24
Tele 24 était une chaîne de télévision suisse nationale et privée, détenue par Roger Schawinski. La chaîne, émettant en suisse allemand, fut diffusée du 5 octobre 1998 au 30 novembre 2001. Elle émettait depuis les studios de TeleZüri, laquelle avait une fenêtre de diffusion dans la région zurichoise. Dans le reste de la Suisse, Tele 24 diffusait un signal identique par câble et en Europe, par satellite. En 18 octobre 2013, Tele 24 est remplacé par S1.

## Actionnariat
Dès le début, Tele 24 était détenue à 50 % par Belcom Holding AG de Roger Schawinski, et Tamedia ainsi que Ringier détenaient chacune 25 %. Dès 1999, Ringier revendit ses actions à parts égales à Tamedia (37,5 %) et Belcom Holding AG (62,5 %). En 2001, Tamedia racheta Belcom Holding AG sans toutefois garder Tele 24 puisque la même année, Tamedia connaissait déjà des problèmes financiers avec l'autre chaîne de télévision TV3 dont elle détenait la moitié du capital-actions.

## Historique
- 1998 : début des émissions de Tele 24
- 1999 : Crédit suisse First Boston prend une participation de 40 % du Groupe Belcom Holding AG
- 2001 : Belcome Holding AG est vendu à Tamedia
- 2001 : Le 10 août, l'OFCOM publie un communiqué de presse relatif aux difficultés financières de Tele 24[1].
- 2001 : Le 30 novembre, Tele 24 cesse ses programmes.
- 2013 : Le 18 octobre, Tele 24 est remplacé par son nouveau successeur : S1

## Programmes
Les programmes étaient majoritairement des productions « maison ». La chaîne diffusait de l'information principalement nationale, avec un téléjournal en direct appelé SwissNews. Elle diffusait également des informations sur la bourse avec Money ou retransmettait des événements politiques importants ainsi que des reportages. Divers talk-shows animaient les soirées, et les magazines people, des reportages sur les médias, des jeux (SwissDate toujours diffusée sur TeleZüri ou Blöff) ou des clips musicaux agrémentaient le reste du programme.

## Audimat
D'après une étude menée pour la SSR et Telecontrol en 2003, la chaîne avait une audience d'environ 1 % entre 1999 et 2001 sur les 15-49 ans pendant la période du primetime.